# Swindon Works

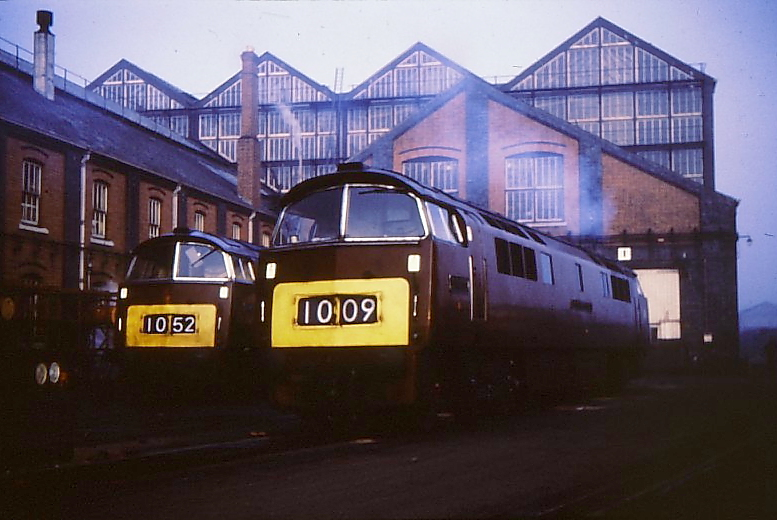
Тепловозы BRC 52 у корпусов завода

Swindon Works — производитель и разработчик железнодорожных локомотивов. Расположен в городе Суиндон (графство Уилтшир, Великобритания).
Выбор И. К. Брюнелем местечка Суиндон в качестве локомотивного депо для Большой Западной железной дороги положил начало его превращению в крупный промышленный центр.
Завод выпускал паровозы серий GWR 2800, GWR 5101, GWR 6000; тепловозы BRC 3, BRC 14, BRC 52, BRC 53.